# 剧院广场 (里尔)
剧院广场（Place du Théâtre）是法国北部-加来海峡大区里尔老城中心的一个广场，毗邻戴高乐将军广场。
剧院广场的历史可追溯到中世纪。周围的建筑包括：
- 老证券交易所
- Rang de Beauregard[1]
- 里尔商会[1]
- 里尔歌剧院[1]

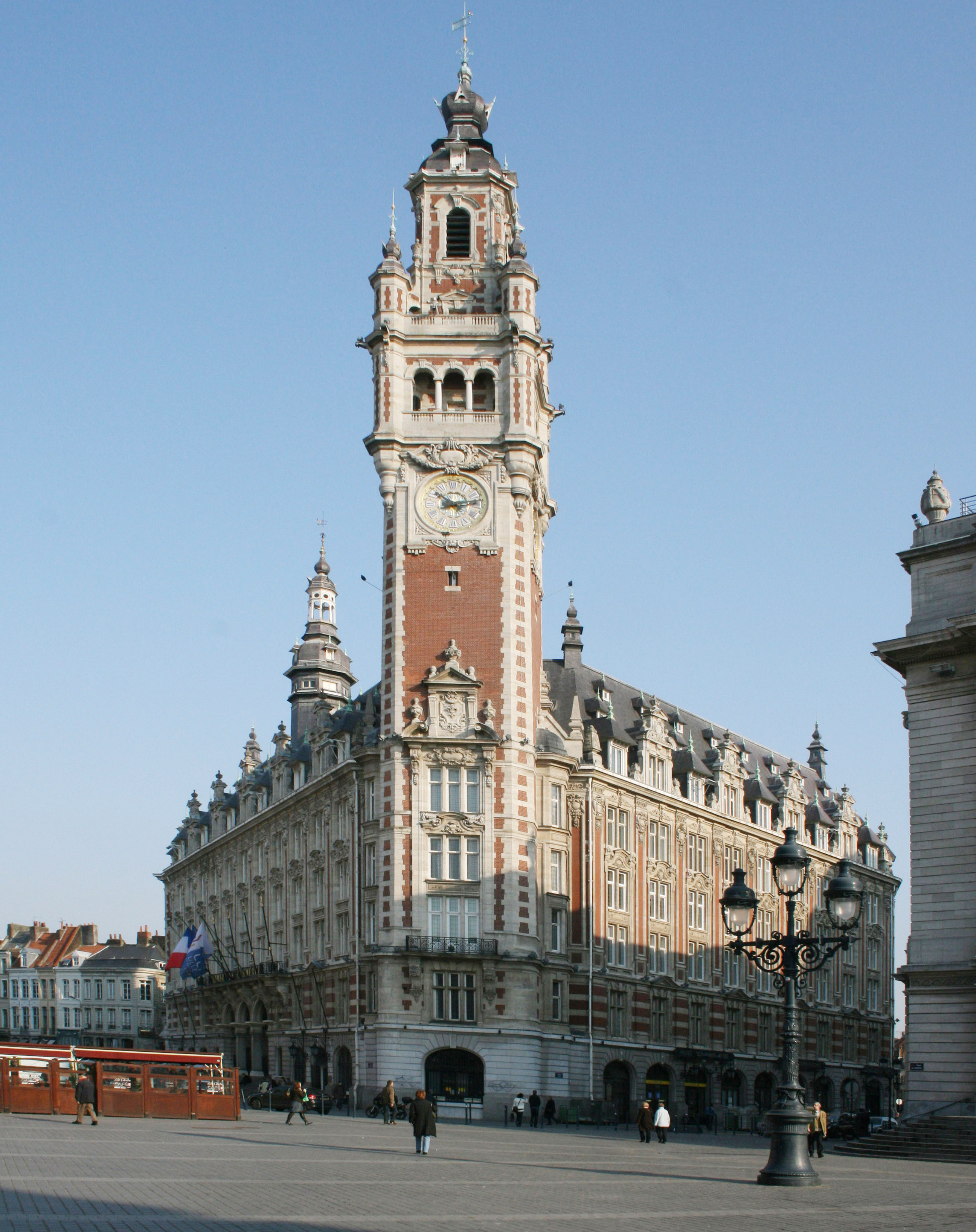
商会
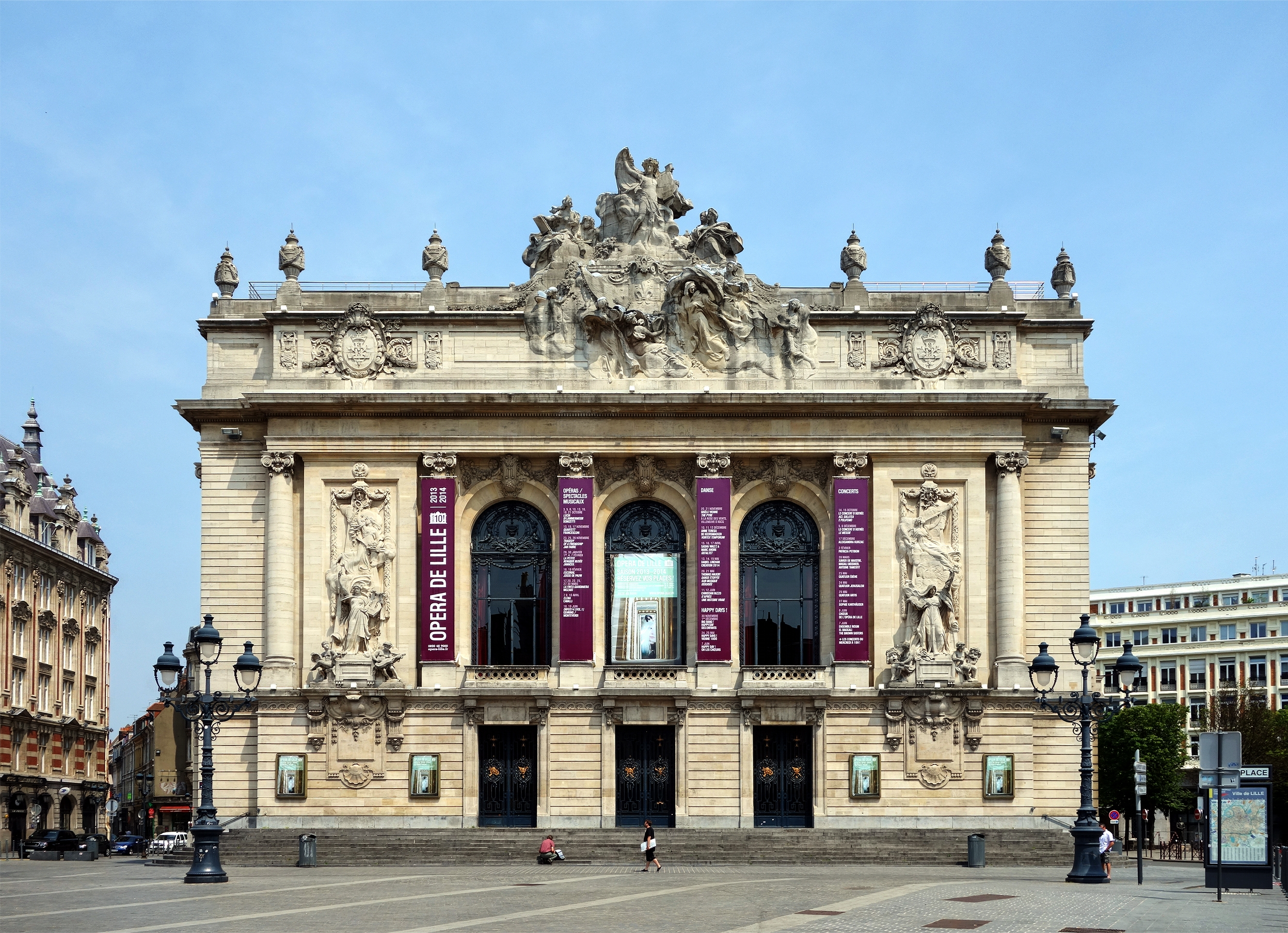
歌剧院
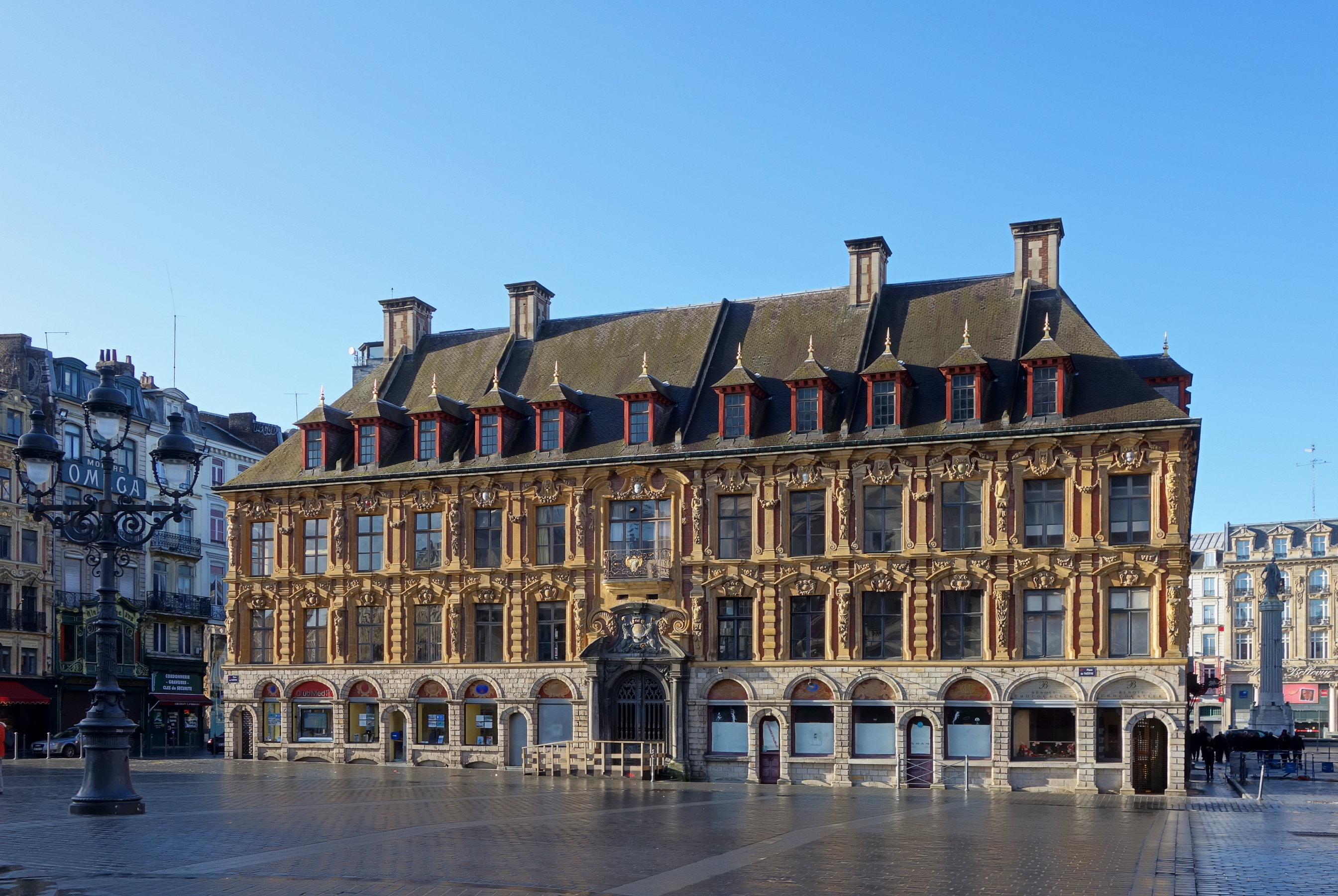
老证券交易所
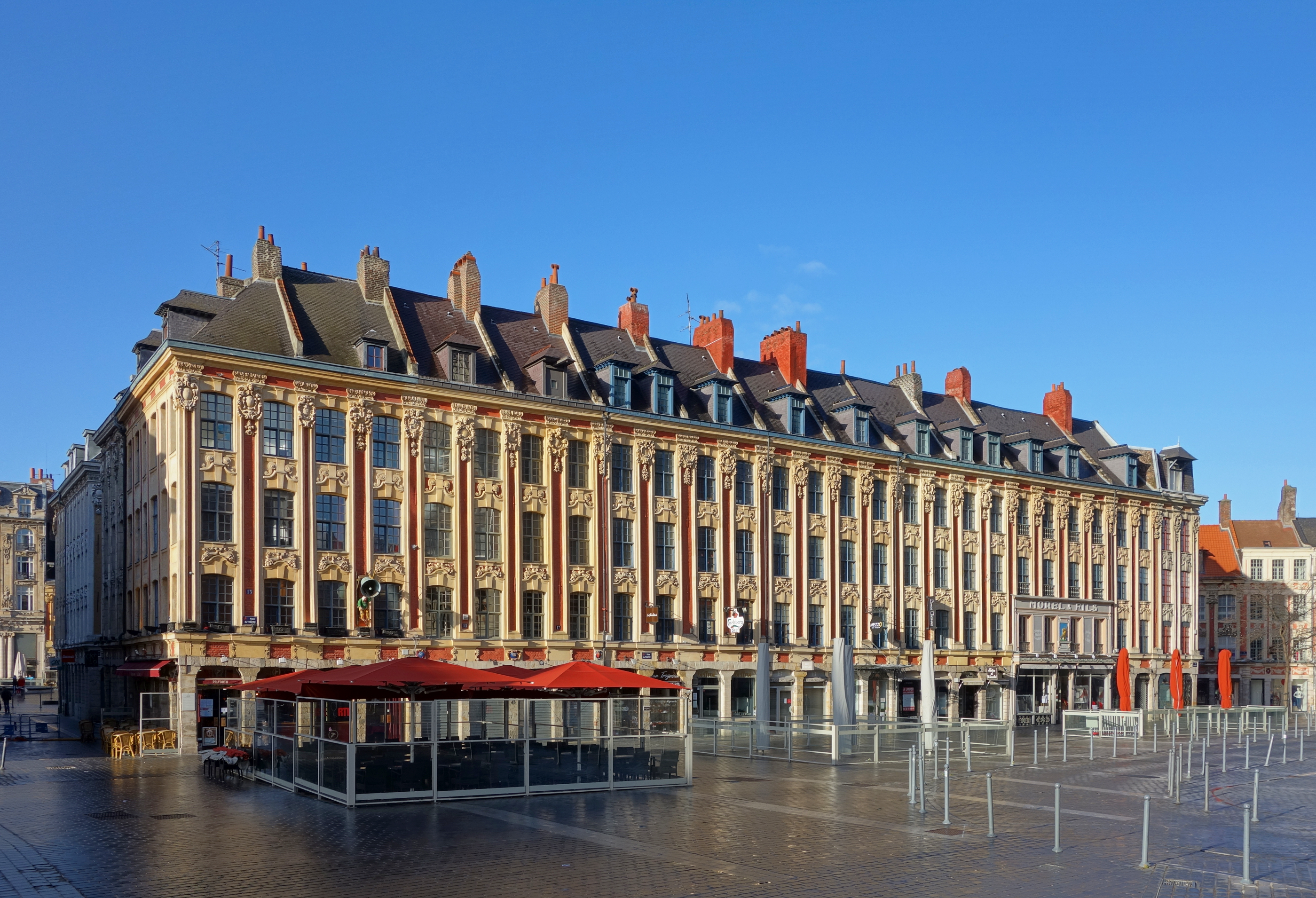